# آنکادیناندریانا
آنکادیناندریانا (انگلیسی: Ankadinandriana) یک منطقهٔ مسکونی در ماداگاسکار است که در آنالامانگا واقع شده‌است.